# Quad Recording
Quad Recording — американська студія звукозапису, заснована 1978 року.

## Історія
Студія Quad Recording розташована на Мангеттені, в Нью-Йорку, неподалік від Таймс-Сквер. 1978 року її заснував Лу Гонсалес. Студія була розташована на декількох поверхах багатоповерхового будинку, і різні її частини протягом наступних десятиріч було продано різним компаніям: зокрема, на 6 та 8 поверсі розташувалася студія Premier Studios, а Quad Recording залишила за собою приміщення на 10 поверсі. Лу Гонсалес керував студією до 2005 року, а після його відходу на пенсію новим володарем став Рікі Хосн, який до цього планував побудувати собі власну студію у Флориді. Починаючи з 2012 року співвласником Quad Recording став Алессі Касаліні. 2018 року до трьох кімнат на 10 поверсі було додано приміщення на 12 поверсі, а також велике приміщення для проведення заходів та святкувань.
Також, саме тут 1994 року стався сумнозвісний інцидент з американським репером Тупаком Шакуром, якого поранили та пограбували на вході в студію. Цей епізод призвів до ворожнечі між Тупаком та Біггі і вплинув на подальший розвиток хіп-хопу, зробивши спільноту більш жорстокою та агресивною. Зокрема, 1996 року було вбито Тупака Шакура, а за рік жертвою стрілянини став і сам The Notorious B.I.G.. 

## Клієнти студії
- 2 Chainz
- Тупак Шакур
- A Boogie wit da Hoodie[en]
- ASAP Ferg
- Алія
- Ace of Base
- Aerosmith
- Aimee Mann[en]
- Аліша Кіз
- Angie Stone[en]
- Енні Леннокс
- Ашанті
- Ben Folds[en]
- Бейонсе
- Б'єрк
- Blackbear[en]
- Боб Ділан
- Bone Thugs-n-Harmony
- Bow Wow
- Boyz II Men
- Busta Rhymes
- Cameo
- Cardi B
- Case[en]
- Club Nouveau[en]
- Coldplay
- Крейг Девід
- D'Angelo[en]
- Damian Marley[en]
- Dave East[en]
- Деббі Гібсон
- Діонн Ворвік
- Disclosure
- DJ Cassidy[en]
- DJ Khaled
- DMX
- Doves[en]
- Dream Theater
- Elephant Man[en]
- Estelle[en]
- Фейт Еванс
- Fantasia[en]
- The Fat Boys
- Freddie Jackson[en]
- G-Eazy
- Gerald Levert[en]
- Глорія Естефан
- Goo Goo Dolls
- Grace VanderWaal[en]
- Groove Theory[en]
- Gunna
- Gym Class Heroes[en]
- Гіларі Дафф
- Hurricane Chris[en]
- J. Cole
- Jaheim[en]
- Джеймі Фокс
- Jay-Z
- Джим Джонс
- Joey Badass[en]
- Джон Меєр
- Junior Mafia[en]
- K. Michelle[en]
- Келлі Роуленд
- Кендрік Ламар
- Кіша Коул
- KT Tunstall
- The Killers
- The Kooks
- Леона Льюїс
- Lil Wayne
- Ліза Стенсфілд[en]
- LL Cool J
- Ludacris
- Лютер Вандросс
- Мадонна
- Марк Кон[en]
- Мерая Кері
- Марта Вейнрайт[en]
- Memphis Bleek
- Metallica
- Майкл Джексон
- Мік Джаггер
- Midnight Star[en]
- Migos
- Майк Джонс[en]
- Майлз Девіс
- Міссі Елліотт
- Морган Джеймс
- My Morning Jacket[en]
- Ne-Yo
- Нік Джонас
- Нікі Мінаж
- Ніколь Рей
- Нора Джонс
- The Notorious B.I.G.
- Ozuna[en]
- Papoose[en]
- Pentatonix
- Post Malone
- Ramones
- Rich The Kid
- Robin Thicke[en]
- Сакамото Рюіті
- Сем Сміт
- Savage Garden
- Seduction[en]
- Shabba Ranks[en]
- Шакіра
- Silk[en]
- SWV
- Starship[en]
- Stephanie Mills[en]
- Stephen Marley[en]
- Steve Winwood[en]
- The SOS Band[en]
- The Source[en]
- T-Pain
- T.I.
- Таліб Квелі
- Тейлор Дейн
- Том Вейтс
- Тоні Брекстон
- Train
- Trey Songz[en]
- The Tony Rich Project[en]
- U2
- Ute Lemper[en]
- Vitamin C[en]
- Wallpaper.[en]
- Вітні Г'юстон
- Wu-Tang Clan
- Yo Gotti[en]
- Йоко Оно
- Young Thug[5].